# 大阪空港出入口
大阪空港出入口（おおさかくうこうでいりぐち）は、大阪府豊中市にある阪神高速道路11号池田線の出入口。環状線方面のみ接続するハーフICである。

## 接続する道路
- 大阪府道11号大阪国際空港線
- 大阪府道10号大阪池田線

## 周辺
- 大阪空港（伊丹空港）
- 大阪高速鉄道大阪モノレール線大阪空港駅
- 国土交通省近畿地方整備局大阪港湾空港工事事務所
- 大阪VORDME

## 隣
阪神高速11号池田線
(11-07,11-08)豊中南出入口 - (11-09)豊中北出入口 - 大阪空港TB - (11-10)大阪空港出入口 - 蛍池JCT - (11-11)池田出入口